# Nallıkaya, Şirvan
Nallıkaya là một xã thuộc huyện Şirvan, tỉnh Siirt, Thổ Nhĩ Kỳ. Dân số thời điểm năm 2008 là 668 người.